# Ana Afonso de Leão
Ana Afonso de Leão (1625-1710) foi a rainha de Incondo que governou várias regiões do dividido Reino do Congo durante a guerra civil. 

## Biografia
Nascida por volta de 1625, Ana Afonso de Leão foi irmã do rei Garcia II e esposa do efêmero rei Afonso II. Durante a guerra civil entre as casas de Quinzala e Quimpanzo, que devastou o Congo entre 1665 e 1709. Ana Afonso estabeleceu um reino independente entre 1682 e 1714, que incluía as regiões de Incondo, Umbamba e Umpemba, ficando assim conhecidos como "A Terra da Rainha". 
Viúva desde 1669, retirou-se para Incondo entre Ambriz e Nicuso, sendo considerada a matriarca da Casa de Quinzala, quando empreendeu combates entre 1682 e 1693 contra Manuel I. No final de 1691, Manuel I e seus aliados de Soyo invadem as terras de Ana Afonso e faz ela e seus aliados fugirem. Pouco depois, em 1692, Manuel é derrotado e morre no ano seguinte. 
A rainha se exila em várias regiões, bem como em Ingando. Em setembro de 1696, dois de seus capitães, Dom António Afonso e Dom Garcia Macunga dão batalha a Pedro Constantino e retomam Incondo, antiga residência central da rainha. 
Devido a sua ascendência real, a autoridade de Ana Afonso era grande e ela participou ativamente das negociações de paz entre as facções de poder para por fim na guerra. Em 1696, havia dois grandes concorrentes; Pedro IV do Congo e João II do Congo. O apoio de Ana Afonso recai sobre João II, mas pela recusa de certas cláusulas para reunificação, João perde o apoio das demais facções e do governo português de Luanda. Ana Afonso, por sua vez, não aceita apoiar a candidatura de um Quinzala. No entanto, devido ao apoio e a insistência do padre Francesco de Paiva, ela acaba por ceder o apoio a Pedro Afonso de Água Rosada. Graças a sua influência, os principais líderes do país juram também fidelidade a Pedro IV Afonso, sendo assim coroado em 2 de setembro de 1696. No entanto devido a muitos obstaculos, a guerra civil se estende até 1709. 
Não se sabe a data correta da morte de Ana Afonso de Leão. Sabe-se que ela ainda estava viva em 1707, quando enviou cartas ao papa Clemente XI. Dona Ana teria morrido em 1710, pouco após a reunificação total do Congo.

## Família
Ana Afonso teve vários familiares responsáveis importantes para o Congo. Era tia de Aleixo Afonso, duque de Umbamba, Pedro Constantino da Silva e de Manuel Masaca, rei do Congo entre 1718 e 1743, Daniel, marquês de Umpemba e Álvaro, duque de Umbata, que tentou se impor como governante de Incondo entre 1700 e 1707. Sua sobrinha, Dona Catarina, governou como duquesa de Owando após a morte de seu marido, Dom Clemente. 